# Mai love (S1 E1)
Mai love (S1 E1) è un singolo del cantautore italiano Mameli, pubblicato l'8 marzo 2024 come secondo estratto dal secondo EP Fino all'ultimo respiro.

## Video musicale
Il video musicale presenta Claudia e Giovanni, i due protagonisti della storia bloccati in ascensore che discutono.

## Descrizione
Il brano, che è un continuo della storia iniziata con il singolo precedente Clandestino (S1 E0) parla del vuoto che segue alla fine di una relazione, sapendo che dall'altra parte non verrà mai colmato.

## Tracce
Testi di Mario Castiglione, Lorenzo Fragola, Paolo Antonacci, Samuele Barracco, musiche di Mameli, Simone "Simon Says!" Privitera.
1. Mai love (S1 E1) – 2:46